# PHP-Fusion
PHP-Fusion is een lichtgewicht opensourcesysteem voor het beheer van webcontent, een zogenaamd contentmanagementsysteem.
PHP-Fusion bestaat uit een aantal PHP-scripts die vanuit een MySQL database een HTML-pagina genereren en is ontwikkeld door Nick Jones. PHP-Fusion bevat de meest voorkomende onderdelen die je verwacht aan te treffen in een CMS.